# Call of Duty: Ghosts
Call of Duty: Ghosts – gra komputerowa z gatunku first-person shooter, wyprodukowana przez studio Infinity Ward we współpracy ze spółkami Neversoft oraz Raven Software. Ukazała się za sprawą przedsiębiorstwa Activision w 2013 roku, w wersjach na platformy Windows, PlayStation 4, PlayStation 3, Xbox 360, Xbox One oraz Wii U. Jest to dziesiąta część serii gier komputerowych Call of Duty.
Akcja Call of Duty: Ghosts rozgrywa się w alternatywnym, futurystycznym świecie, w którym połączone siły państw Ameryki Południowej dokonują inwazji na Stany Zjednoczone. W kampanii jednoosobowej gracz kieruje kilkoma różnymi bohaterami, a wątek główny obraca się wokół relacji wprawionego żołnierza amerykańskiego Eliasa Walkera z synami Loganem i Davidem. Mechanika gry nastawiona jest jednak na rozgrywkę wieloosobową, w której ramach gracze zdobywają punkty doświadczenia i ulepszają swoje awatary. Rozgrywka, tak jak w poprzednich częściach serii, polega na eliminacji przeciwników głównie przy użyciu broni palnej oraz wykonywaniu różnorodnych celów misji.
Pracami nad Call of Duty: Ghosts kierował weteran Infinity Ward, producent wykonawczy Mark Rubin. Mimo zapowiedzi ukazujących rzekomą spektakularność zmian w mechanice, dzieło studia spotkało się jednak ze sceptycyzmem krytyków. Jakkolwiek tryb gry wieloosobowej nadal był chwalony, Ghosts spotkała krytyka ze względu na miałką fabułę oraz monotonię akcji. Kontrowersje wśród graczy wywołały autoplagiat jednego z przerywników filmowych z gry Call of Duty: Modern Warfare 2 oraz awaryjność wersji na komputery osobiste, jak również zawyżenie wymagań sprzętowych gry. Burzliwa reakcja krytyków nie przeszkodziła jednak grze w odniesieniu sukcesu komercyjnego.

## Fabuła

### Czas i miejsce akcji, bohaterowie

Flaga Federacji

Głównymi bohaterami gry są Duchy (oryginalnie Ghosts), siły specjalne amerykańskiego organu US Special Forces. Zostały one wyćwiczone w celu przeprowadzania tajnych misji na tyłach wroga. Jednostką dowodzi emerytowany żołnierz United States Army, kapitan Elias Walker (aktor dubbingujący – Stephen Lang). Towarzyszą mu jego synowie Logan i David „Hesh” Walker (Brandon Routh), a także wytresowany owczarek niemiecki Riley, kapitan Thomas A. Merrick (Jeffrey Pierce) i sierżant Keegan P. Russ (Brian Bloom).
Akcja Call of Duty: Ghosts toczy się w 2023 roku, w świecie alternatywnym po wojnie atomowej, która zniszczyła Bliski Wschód. Wydobywające ropę naftową państwa Ameryki Południowej, na skutek światowego kryzysu ekonomicznego, formują tak zwaną Federację, pod której banderą dokonują inwazji na kraje Ameryki Środkowej oraz Karaibów. Głównym wrogiem w grze jest Gabriel Rorke (Kevin Gage), były Duch, który po torturach ze strony sił Federacji zdradził ojczyznę i przeszedł na ich stronę.
Oprócz Logana, Eliasa i Rileya – Duchów, na których skupia się gra – gracz ma do dyspozycji kilku innych grywalnych bohaterów, odgrywających role trzecioplanowe. Wśród nich znajdują się astronauta Baker operujący na stacji orbitalnej ODYN, nieznany z imienia czołgista atakujący centrum kosmiczne wroga w Chile oraz sierżant Thompson, biorący udział w akcji zniszczenia satelity Federacji.

### Streszczenie
Gra rozpoczyna się, gdy Elias opowiada swoim synom legendę o powstaniu formacji Duchów. W tym czasie Federacja porywa stację orbitalną ODYN, która poprzez bombardowanie kinetyczne równa z ziemią kilka miast w południowo-zachodnich Stanach Zjednoczonych. Ci astronauci amerykańscy, którzy przeżyli szturm na stację, w straceńczym geście dokonują samozniszczenia stacji orbitalnej, dokonując dezaktywacji należących do ODYN-a satelitów. Elias wraz z młodymi Loganem i Davidem ledwo uchodzi z życiem, gdy destrukcji ulega San Diego.
Dziesięć lat później Stany Zjednoczone prowadzą z Federacją wojnę pozycyjną, nie uzyskując znaczącej przewagi. Pomiędzy frontami obu stron powstaje wówczas strefa martwych, zrujnowanych miast, która uzyskuje miano ziemi niczyjej. Logan i Hesh stanowią już część amerykańskiej jednostki dowodzonej przez Eliasa. Podczas patrolu namierzają oni Amerykanina pracującego dla Federacji, Rorke’a. Niedługo potem bracia wpadają w zasadzkę zastawioną przez Duchy, poszukujące ich towarzysza Ajaksa ujętego przez Rorke’a. Logan i Hesh zostają uwolnieni i biorą udział w misji poszukiwawczej, ale na miejscu znajdują martwego Ajaksa. Po tym wydarzeniu łączą siły z ojcem, dowódcą Duchów. Elias bez przeszkód przyłącza swoich synów do jednostki, wyjaśniając im, że niegdyś jej dowódcą był Rorke. Zdradził swoją jednostkę po udanej eliminacji prezydenta Federacji, generała Almagro, kiedy zniknął Eliasowi z oczu.
Duchy tropią Rorke’a i pojmują go, po czym rozpoczynają jego transport samolotem. W spektakularnej akcji ludzie Rorke’a odbijają jednak swojego rozkazodawcę, a Duchy lądują awaryjnie w centrum amazońskiej dżungli. Tam dostrzegają rakietę, która zostaje odpalona w nieznanym kierunku. Po zgrupowaniu Duchy szturmują laboratorium Federacji w Andach i zdobywają dane dotyczące zatwierdzonej operacji w fabryce w Rio de Janeiro. Aby zabezpieczyć ścieżkę prowadzącą do fabryki, żołnierze jednostki wysadzają w powietrze platformę wydobywczą Federacji na Antarktydzie. Powoduje to, że wroga flota koncentruje się na miejscu wybuchu, dzięki czemu Duchy zyskują możliwość zatopienia niszczyciela chroniącego wybrzeże Brazylii – co też czynią. Już w środku fabryki żołnierze jednostki odkrywają, że Federacja dokonała inżynierii odwrotnej technologii zastosowanej w ODYN-ie i zbudowała własny system orbitalny służący do bombardowania. Gdy Elias i jego synowie niszczą fabrykę, przegrupowują się w kryjówce w Las Vegas, ale zostają pojmani przez Rorke’a. Ten zmusza Hesha i Logana do patrzenia na śmierć swojego ojca, ale ci zdołają później uciec.
Dowiedziawszy się o planach Federacji i możliwej nieuchronnej klęsce, władze Stanów Zjednoczonych rzucają swoje rezerwy w celu odstrzelenia wrogiego centrum kosmicznego zlokalizowanego w Chile. Tymczasem niewielka grupa żołnierzy zostaje wystrzelona w przestrzeń kosmiczną, aby zniszczyć satelity Federacji. Oba zadania zostają pomyślnie zrealizowane. Wówczas Hesh i Logan rozpoczynają pościg za Rorkiem w celu pomszczenia ojca. Nie udaje im się jednak zabić wroga, a Hesh zostaje ranny. Próbujący udzielić mu pomocy Logan zostaje zaatakowany przez wilka, po odstrzeleniu którego wkracza Rorke. Ten łamie Loganowi rękę i porywa go z zamiarem poddania tegoż praniu mózgu w celu likwidacji reszty jednostki.

## Rozgrywka
Call of Duty: Ghosts należy do gatunku first-person shooter. Gracz walczy w niej przy użyciu broni palnej z przeciwnikami kierowanymi przez komputer lub – w przypadku gry wieloosobowej – innych zawodników. Akcja toczy się w trójwymiarowym środowisku, po którym gracz porusza się przy użyciu kontrolera. Podczas rozgrywki, w wyniku postrzału postaci gracza brzegi ekranu gry ulegają zaczerwienieniu. Regeneracja zdrowia bohatera następuje poprzez unikanie dalszych obrażeń i odczekanie chwili w bezczynności.
W Ghosts występuje kampania dla jednego gracza, jednak pozycja została skonstruowana z myślą o rozgrywce wieloosobowej. Graczom danych jest kilkanaście trybów gry, w tym kilka klasycznych wariantów deathmatchu oraz pięć eksperymentalnych. Wśród tych ostatnich znajdują się:
- Likwidacja potwierdzona (ang. Grind), w którym po zabiciu wroga należy wziąć jego nieśmiertelnik i dostarczyć go do określonego punktu na mapie;
- Nakręcony (ang. Cranked), w którym po zastrzeleniu wrogiego żołnierza postać gracza dysponuje większą szybkością i siłą, jednak musi zaliczyć tzw. fraga w ciągu 30 sekund, inaczej eksploduje;
- Błysk (ang. Blitz), w którym należy dotrzeć do pola wroga w celu zdobyciu punktu;
- Ścigany (ang. Hunted), w którym rozgrywkę gracze rozpoczynają jedynie z pistoletami, a skuteczniejsza broń pojawia się jedynie po zrzutach spadochronowych;
- Znajdź i uratuj (ang. Search & Rescue), w którym nie ma tzw. respawnu i gracze mogą ponownie pojawić się na mapie podczas rundy dopiero wtedy, gdy ich sojusznicy zdobędą ich nieśmiertelniki.

W trybie gry wieloosobowej gracze mają duże możliwości personalizacji swojej postaci. Wśród dostępnych opcji wyróżniających poszczególnych zawodników znajduje się możliwość wyboru odzieży i (po raz pierwszy w historii serii) płci. Gracz za wygrane mecze otrzymuje punkty rozwoju, które przeznacza na zwiększenie modyfikatorów do skuteczności awatara w danej dziedzinie lub na broń, której używa w walce, a także ekwipunek. Same umiejętności postaci (zwane perkami) podzielono na siedem kategorii, odpowiedzialnych między innymi za jej szybkość, siłę czy też sprawność korzystania z inwentarza. Osobne osiągnięcie zdobywane przez gracza to tzw. killstreaki, czyli nagrody za eliminację kilku przeciwników z rzędu.
Jako zamiennik dla trybu kooperacyjnego Zombies z Call of Duty: World at War występuje Wyginięcie (ang. Extinction), polegający na przemierzaniu świata zamieszkanego przez wrogie istoty pozaziemskie. Przez kolejne przeszkody gracze przedostają się przy pomocy wiertła, a po wywierceniu każdej dziury grupa żołnierzy zostaje zaatakowana przez rzesze Obcych. Rozgrywka toczy się do momentu, kiedy zginie ostatnia postać sterowana przez jednego z graczy.

## Produkcja
7 lutego 2013 roku przedsiębiorstwo Activision ujawniło, że jego studia pracują nad kolejną grą z serii Call of Duty. Roboczy tytuł dzieła nosił miano Modern Warfare 4. 1 maja 2013 roku Activision jednak oficjalnie potwierdziło, że za kolejną część serii odpowiadać będzie studio Infinity Ward. Początkowo planowano wydanie Ghosts jedynie na trzy kluczowe platformy sprzętowe: Xbox 360, PlayStation 3 i komputery osobiste. Jednak jeszcze w maju Activision potwierdziło, że gra wydana przez tego przedsiębiorcę ukaże się również na nowocześniejsze platformy PlayStation 4 oraz Xbox One.
Infinity Ward miało spore problemy związane z wyborem tematyki gry. Twórcy zdecydowali się na ostateczne rozstanie się z motywami fabularnymi występującymi w podserii Modern Warfare, opartej na konflikcie amerykańsko-rosyjskim. Zamiast tego postanowiono stworzyć nową fabułę w ramach uniwersum Call of Duty, powierzając funkcję scenarzysty utytułowanemu Stephenowi Gaghanowi. Główną rolę podczas tworzenia Ghosts odegrał Mark Rubin, producent wykonawczy i zarazem weteran Infinity Ward, dla którego pracował od 2005 roku. Rubin o najnowszym dziele studia stwierdził, że to była najtrudniejsza gra, jaką kiedykolwiek stworzył. Produkcja poszczególnych wersji na różne platformy wymagała od studia różnego podejścia do projektowania tej samej gry, z uwzględnieniem specyfiki danych platform. Przykładowo wersja na Xboksa One obsługuje rozdzielczość 720p, natomiast na PlayStation 4 – 1080p. Rubin uznał, że jest dumny z wykonania tego zadania. Co do rozdzielczości ekranu nie wykluczył, iż Ghosts obsłuży 1080p także na Xboksie One. Dla rozszerzenia kręgu zainteresowanych zmniejszono rozmiar widocznej na ekranie przemocy, w związku z czym nie ma już dekapitacji i rozrywanych członków widocznych w poprzednich częściach serii. W odróżnieniu od pięciu podstawowych wersji gry, edycję na konsolę Wii U wyprodukowało studio Treyarch.

### Silnik gry
Call of Duty: Ghosts została stworzona na podstawie silnika IW engine. Na wszystkich konsolach grafika w grze jest wyświetlana z szybkością 60 klatek na sekundę. Silnik gry zapewnia takie efekty jak dynamiczne oświetlenie w czasie rzeczywistym, efekty oświetleniowe HDR, światło wolumetryczne, ADSR w czasie rzeczywistym oraz metodę teselacji obiektów. Po raz pierwszy w serii Call of Duty w silniku gry zaimplementowano technologię SubD, którą widać przykładowo w animacjach studia Pixar. Działające w czasie rzeczywistym SubD sprawia, że wszelkie krzywizny, włącznie z celownikami broni, są zaokrąglone. Oprócz tego twórcy zastosowali metodę rozprzestrzeniania się dźwięku w zależności od położenia gracza.

## Promocja i wydanie

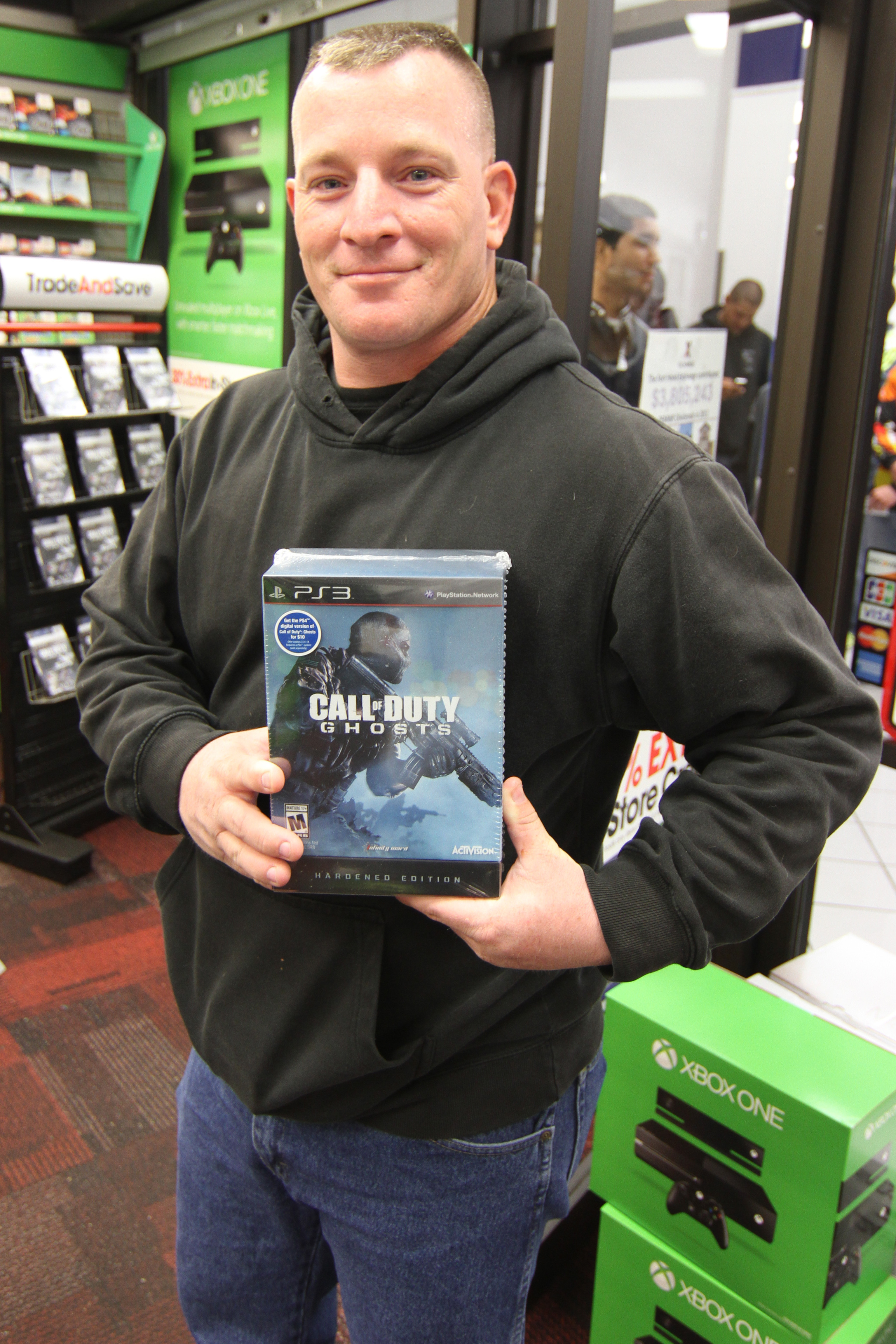
Pudełko z grą w wersji Hardened Edition

W maju 2013 roku uruchomiona została strona Call of Duty: Ghosts na Facebooku, a Activision ujawniło okładkę dzieła. Następne miesiące były poświęcone promocji produkcji Infinity Ward. Jedną ze strategii marketingowych było wprowadzenie do świata gry psa Rileya, którą to postać zaprezentowano podczas pokazu konsoli Xbox One. Ghosts zostało porównane przez Activision z będącą wówczas w produkcji grą, mającą być pilotem nowej serii – Destiny, produkowaną przez Bungie Software. W sierpniu Eminem opublikował promocyjny utwór zatytułowany „Survival”, z teledyskiem odnoszącym się bezpośrednio do treści Ghosts.
We wrześniu 2013 roku wydawca gry zapowiedział, że Call of Duty: Ghosts będzie obsługiwać kontrolę głosową menu poprzez Kinect. 9 września ukazał się jej zwiastun, przedstawiający zarys fabularny kampanii jednoosobowej. Pewny siebie Mark Rubin zasugerował na marginesie, że gracze i tak będą kupować Ghosts, gdyż są wyłącznie amatorami nieznającymi gier z innych uniwersów. Stwierdził też, że Infinity Ward nie będzie zmieniać mechaniki gry, aby nie odstraszyć początkujących graczy oraz „tłumu turniejowego”.
Call of Duty: Ghosts miała premierę w Europie i Stanach Zjednoczonych 5 listopada 2013 roku, natomiast w Australii – 15 listopada. Oprócz standardowej wersji pudełkowej wydano też dwie edycje kolekcjonerskie: Hardened i Prestige. Pierwsza z nich zawierała metalowe opakowanie, pasek z motywem z gry, płytę ze ścieżką dźwiękową oraz dodatkową mapę do trybu gry wieloosobowej. Natomiast druga oprócz tego dostarczała kamerę taktyczną o rozdzielczości 1080p oraz walizkę do niej. Oprócz tego twórcy zapowiedzieli powstanie czterech dodatków – Onslaught, Devastation, Invasionis i Nemesis – o wspólnej nazwie ODIN, a także pojawienie się przewidywanego na grudzień dodatku DLC The Wolf.
Po wydaniu okazało się, że choć Call of Duty: Ghosts wykorzystywała tylko 2 GB RAM, tak naprawdę nie działała poprawnie na komputerach osobistych zaopatrzonych w mniej niż 6 GB. Dwa tygodnie po premierze Activision opublikowało w serwisie Steam aktualizację, która zmniejszyła wymagania sprzętowe dotyczące pamięci RAM do 4 GB.

## Odbiór gry
Call of Duty: Ghosts spotkała się z mieszanymi reakcjami krytyków, którzy byli już zmęczeni eksploatacją ostatnich motywów serii. Najwięcej entuzjazmu wykazali publicyści amerykańscy. Scott Lowe z portalu IGN chwalił kampanię jednoosobową jako dodającą świeżości serii. W jego opinii zawierała ona interesujący motyw relacji rodzinnych. Według Shauna McInnisa z GameSpotu kampania w Ghosts jest miłą odmianą w porównaniu z Modern Warfare 3, choć widać w niej nastawienie przede wszystkim na akcję. Xav de Matos z serwisu Joystiq doceniał natomiast poprawione animacje obiektów, jednak stwierdził, że Ghosts stanowi regres w stosunku do poprzednich części serii. Krytycy amerykańscy chwalili jednak przede wszystkim tryb gry wieloosobowej ze względu na nowe warianty rozgrywki oraz bardziej zbilansowany rozwój postaci. Mniej pozytywne podejście do gry mieli recenzenci brytyjscy: o ile redaktor „The Daily Telegraph” Chris Schilling widział w niej produkt w rodzaju taniej żywności, lecz o wybornym smaku, to Dan Whitehead z Eurogamera uznał ją za rozczarowanie – tym większe, że scenariusz do niej pisał utytułowany twórca.
Bardziej sceptycznie do Ghosts podeszli krytycy polscy. Grzegorz Bobrek z portalu Gry-Online opisał ją jako „zjawę, która stanowi jedynie przypomnienie niegdysiejszej wielkości serii Call of Duty”. Według Jerzego Bartoszewicza ze strony Gamezilla fabuła swoimi nielogicznymi rozwiązaniami skutecznie zabija klimat budowany podczas rozgrywki. Zdaniem Macieja Kowalika z Polygamii, o ile sztuczna inteligencja i mapy gry wieloosobowej są wykonane porządnie, to „najkrótszą recenzją kampanii byłyby słowa «do zapomnienia»”. W opinii Zbigniewa Trzeciaka z Wirtualnej Polski także gra wieloosobowa jest monotonna, na dodatek faworyzuje jedynie doświadczonych graczy.
Gracze postawili Infinity Ward również zarzut autoplagiatu. Zauważyli oni bowiem, że jeden z przerywników filmowych widniejących w Ghosts jest kopią zakończenia Modern Warfare 2 tego samego studia. Przedmiotem krytyki był również nieudolny port gry na komputery osobiste, obwiniany za bardzo niską wydajność nawet na spełniających wymagania sprzętowe komputerach oraz awaryjność. Aleksander Borszowski nie zawahał się stwierdzić, że owa wersja Ghosts „to najgorszy pecetowy port ostatnich lat”.
Mimo sceptycyzmu zarówno ze strony krytyków, jak i graczy, Call of Duty: Ghosts odniosła sukces komercyjny. Na podstawie danych Activision w listopadzie 2013 roku stanowiła ona najczęściej kupowaną grę na konsole PlayStation 4 i Xbox One. Według GameSpotu i IGN, które oparły się na oficjalnym ogłoszeniu Activision, gra w ciągu doby od dnia premiery wygenerowała przychód w liczbie miliarda dolarów amerykańskich. W przypadku tego zgłoszenia również pojawiły się głosy krytyczne. Owen Good ze strony Kotaku zauważył, że owa liczba odnosi się jedynie do kwoty zamówień ze strony sklepów detalicznych.